# Fables de La Fontaine
Cet article possède un paronyme, voir Fables de ma fontaine.
Les Fables choisies, mises en vers par M. de La Fontaine, appelées simplement Fables de La Fontaine, sont trois recueils regroupant deux cent quarante-trois fables allégoriques publiés par Jean de La Fontaine entre 1668 et 1694. La plupart, inspirées des fables d'Ésope, Babrius et Phèdre, mettent en scène des animaux anthropomorphes et contiennent une morale explicite (présentée au début ou à la fin du poème) ou implicite.
L'auteur y invente un genre en rupture avec les traditions ésopique, évangélique et humaniste, où le style et l'esprit plus que le propos se veulent didactiques. Modèle du français classique, ces apologues sont utilisés dès le début du XVIIIe siècle comme support d'enseignement par les jésuites, principal corps enseignant en France jusqu'en 1763, et par les précepteurs familiaux, puis deviennent, sous la Troisième République et jusqu'après-guerre, un incontournable de l'école primaire.

## Genèse éditoriale

### Les trois recueils
Le premier recueil de Fables correspond aux livres I à VI des éditions actuelles. Il est publié en 1668, dix-huit ans après les Paraphrases d'Ésope en anglais de John Ogilby, et est dédié à un enfant, le Dauphin. Jean de La Fontaine est alors attaché, comme l'avait été sa mère Françoise Pidoux, à la suite de la Grande Madame, tante de Louis XIV qui tient sa cour au palais du Luxembourg. Il le restera jusqu'au décès de celle-ci, en 1672.

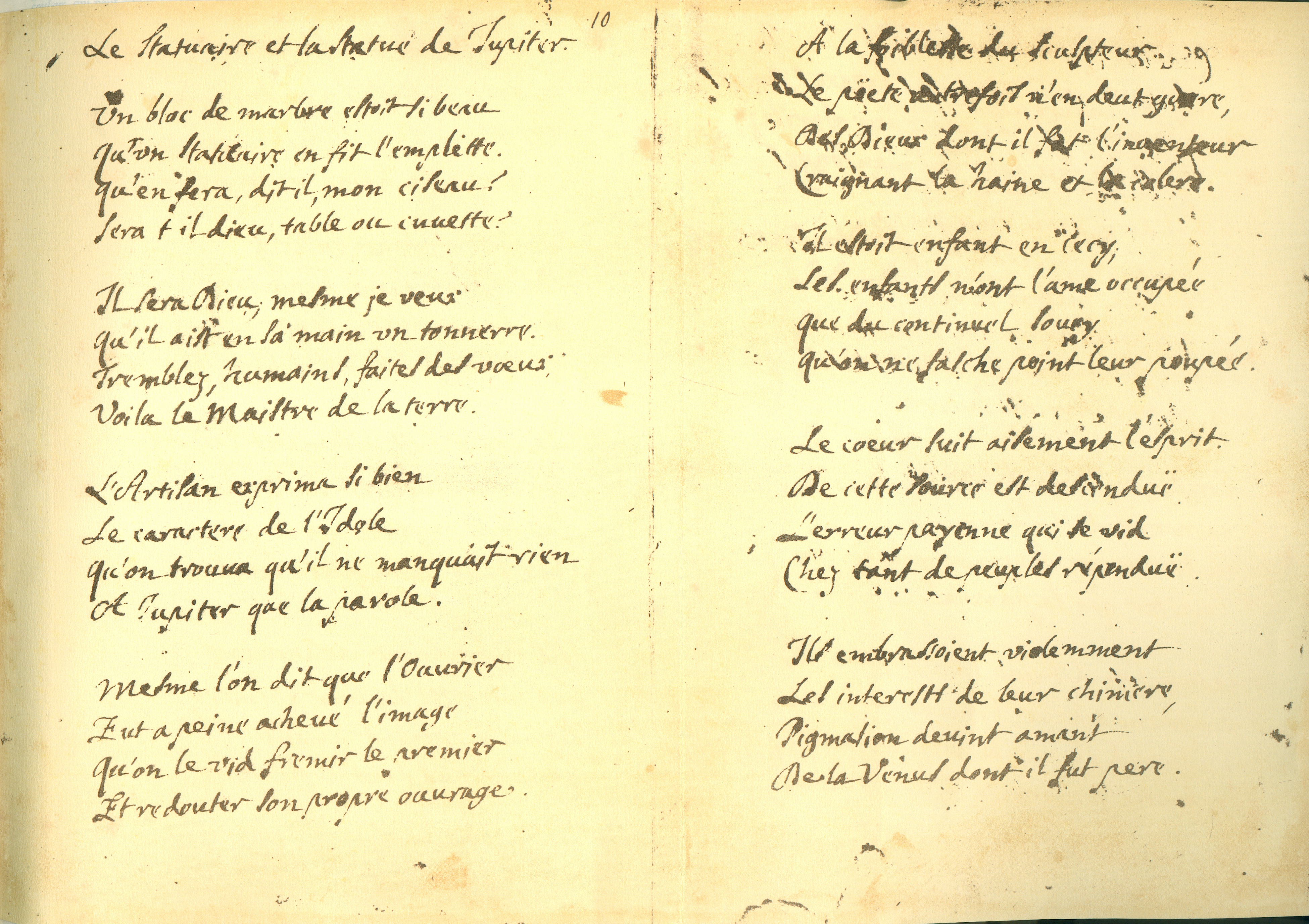
Fac similé du manuscrit du Statuaire et la statue de Jupiter, paru en 1678.

Le deuxième recueil correspond aux livres VII à XI. Il n'est publié que dix années après le premier, en 1678 et 1679, en deux volumes, le dernier comportant trois de ces cinq nouveaux livres. Le poète a alors quitté depuis six ans la cour des Orléans pour le salon parisien de Madame de La Sablière. Il dédie son tome à Madame de Montespan, favorite encore triomphante qui, à trente sept ans, reçoit en dehors de Versailles même, dans son nouveau et voisin château de Clagny. Quatre ans plus tôt, elle lui commandait, marque d'estime et de protection, le livret d'un opéra qui finalement ne se fit pas.
Le dernier recueil correspond au livre XII actuel. Il est publié à la suite d'une grave maladie en 1693, et réédité dès 1694, quelques mois avant la mort de l'auteur, célébrité de soixante et onze ans devenue académicienne dix ans plus tôt qu'héberge depuis peu son richissime ami Anne d'Hervart dans son hôtel de la rue de la Plâtrière. Il est dédié au duc de Bourgogne, petit-fils de Louis XIV et désormais héritier présomptif. C'est ce jeune prince qui a donné au vieux poète le thème d'une des nouvelles fables, Le Vieux Chat et la Jeune Souris.

### Les fables nées hors recueil
Les recueils assemblent des textes dont la date de composition reste indéterminée et qui pour plusieurs ont circulé auparavant sous forme de feuilles non datées et faussement anonymes signées M.D.L.F.
Avant de paraître dans le second recueil, huit fables ont été publiées dans un ouvrage paru en 1671, Fables nouvelles et autres poésies. La Matrone d'Éphèse et Belphégor paraissent dès 1682 dans Poème du Quinquina et autres ouvrages en vers, une commande à prétention scientifique.
Le Curé et le Mort, allusion à un fait divers authentique, et Le Soleil et les Grenouilles, métaphore de la guerre de Hollande et homonyme d'une fable du premier recueil, ont été éditées à part en 1672. Celle-ci ne sera pas jointe aux autres du vivant de l'auteur. Le manuscrit de La Cour du Lion, à moins que ce ne soit celui des Animaux malades de la peste, est diffusé dès 1674.
Maintes fables du dernier livre, assemblées dans l'urgence d'une maladie annonçant une mort imminente, avaient déjà été publiées. Le Renard, le Loup et le Cheval, lue en 1684 à l’Académie pour la réception de Nicolas Boileau, participe en 1685 avec plusieurs autres nouvelles fables à la composition d'un livre intitulé Ouvrages de prose et de poésie des sieurs de Maucroix et de La Fontaine. Le Milan, le Roi et le Chasseur est un envoi adressé en juin 1688 au Prince de Conti pour le mariage de celui-ci et publié en 1689. Les Compagnons d'Ulysse, Les deux Chèvres, Du Thésauriseur et du Singe, sont publiées entre la fin 1690 et la fin 1692 par Le Mercure galant, mais les versions du livre XII diffèrent légèrement. Le Juge arbitre, l'Hospitalier et le Solitaire est choisi en juin 1693 par le père Dominique Bouhours pour figurer dans son anthologie Recueil de vers choisis.
La Ligue des Rats, insérée au livre XII dans les Œuvres posthumes de 1696, ne figure pas dans l'édition de 1694. Le Renard et l'Écureuil, très antérieur, est un libelle en faveur de la libération de Nicolas Fouquet, protecteur déchu de Jean de la Fontaine, qui a circulé sous le manteau et n'a été ajouté aux recueils qu'en 1861. L’Âne juge, traduction en français d'une fable latine de Jean Commire, figure dans les éditions modernes des Œuvres complètes mais pas avec les autres Fables.

### Éditions princeps

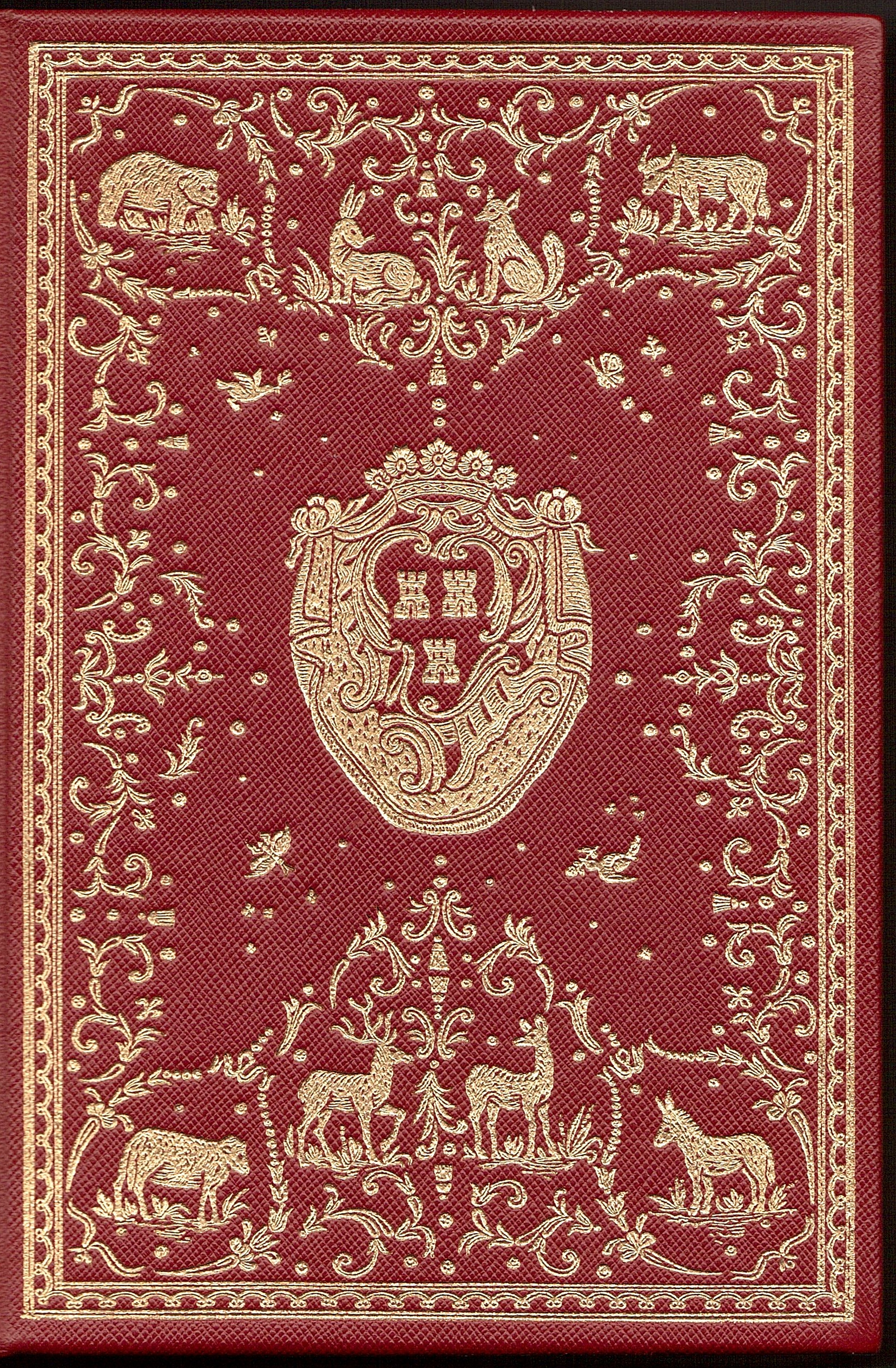
Exemplaire de Madame de Pompadour édité en 1755.

- Fables choisies et mises en vers, [s.e.], Paris, 1668.
- Fables choisies et mises en vers, t. III, D. Thierry, Paris, 1678, 3 vol.
- Fables choisies et mises en vers, t. IV, D. Thierry, Paris, 1679.
- Fables choisies, mises en vers par M. de La Fontaine et par lui revues et augmentées, C. Barbin, Paris, 1692, 4 vol.
- Fables choisies, mises en vers par M. de La Fontaine et par lui revues et augmentées, C. Barbin, Paris, 1694, 1 vol.

volume complémentaire de l'édition de 1692 où parait pour la première fois le livre XII, sous le numéro VII.

### Fables classées par livres
La numérotation actuelle des livres est une construction posthume. Le recueil de 1668 rassemble les mêmes livres I à VI que ceux d'aujourd'hui. Les recueils de 1678 et 1679 présentent les nouvelles fables en cinq nouveaux livres numérotés de I à V. Le livre XII est édité en 1694 sous le numéro VII, pour compléter le recueil de 1668.
- Livre I
- Livre II
- Livre III
- Livre IV
- Livre V
- Livre VI
- Livre VII
- Livre VIII
- Livre IX
- Livre X
- Livre XI
- Livre XII

## Style

### La gaité de la conversation
La Fontaine pratique à sa façon un style qui transpose à l'écrit l'ironie spirituelle et mondaine de la conversation de salon. Il n'hésite pas à prendre un registre métalinguistique et s'adresser directement à son lecteur, voire à un lecteur précis tel qu'un prince ou un courtisan, dont il tait cependant le nom.
Comme ses Contes, il écrit ses Fables, la plupart, en vers irréguliers « ayant un air qui tient beaucoup de la prose ». Contrairement à ceux-là, on n'y trouve pas cependant ce qu'on appellera au XXe siècle des vers libres. L'auteur en effet varie d'un distique, voire d'un vers à l'autre le nombre de syllabes mais y met toujours au moins une assonance, et souvent une rime. Toutefois certaines, telles Le Meunier, son fils et l'Âne et Le Vieillard et ses enfants, sont en alexandrins réguliers.

### La position du sujet
La liberté de ton que produit cette manière de composer irrégulière sert deux procédés stylistiques mis en œuvre par l'auteur. Le premier est le récit factuel par lequel le moraliste évite la posture du moralisateur et prend celle de l'observateur. Le second est, inversement, l'emploi récurrent de la première personne du singulier et l'expression par cet observateur, partant le lecteur, d'une opinion personnelle caractéristique de la pédagogie humaniste.
Dieu ou la Providence ne font en effet pas autorité chez les animaux de La Fontaine. Tout au plus sont-ils une circonstance autoritaire. Tout en réinventant le merveilleux dans la légèreté, les Fables remplacent le surnaturel par le bon sens, l'exégèse chrétienne par l'exercice de style, l'édification par l'anecdote badine, l'ekphrasis par l'allusion allégorique. Elles marquent ainsi le passage de l'esthétique des Belles Lettres à celle laïcisée d'un classicisme prometteur de Lumières.

## Thématiques

### Le triomphe de la force et de la ruse

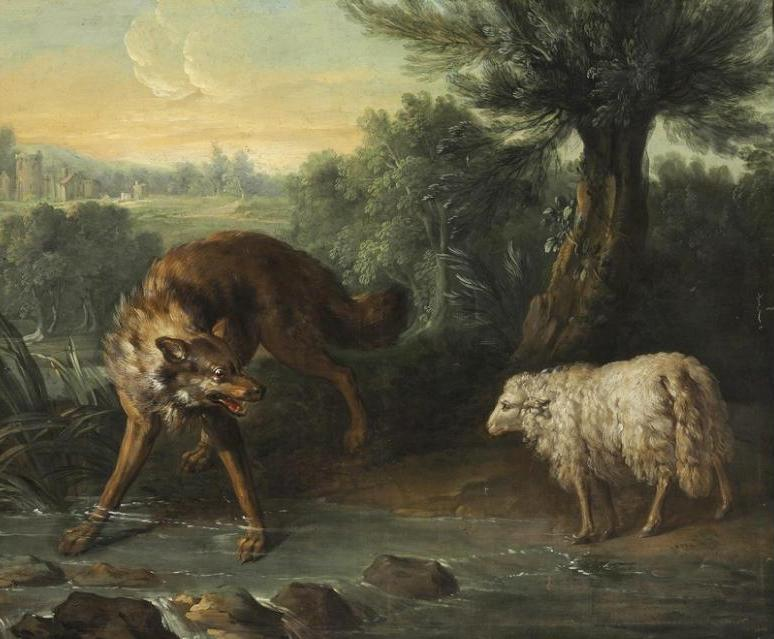
« Il faut que je me venge.
Là-dessus, au fond des forêts
Le Loup l'emporte, et puis le mange,
Sans autre forme de procès. »
par Jean-Baptiste Oudry.

La fable est par essence un récit condensé et elle convient à l'hyperbole par laquelle La Fontaine fait ressortir la cruauté de la société du Grand Siècle. Les conflits mis en scène par l'auteur se terminent immanquablement par la défaite, l’élimination physique voire la dévoration du plus faible ou du plus naïf, violence que souligne la soudaineté du dénouement.
Le monde que décrit Les Fables est celui de la force et de la ruse et le registre pastoral quand La Fontaine y vient n'est qu'une parodie pour en dénoncer bientôt l'hypocrisie. Si au début de la fable, les figures naïves des animaux ou d'hommes réduits comme des santons à leurs métiers renvoient à la féerie de l'enfance, la fin est celle du désenchantement.

### Pessimisme mélancolique
Les Fables des bêtes tempèrent le philosophe humaniste aspirant à un idéal de dignité humaine. Il ne s'agit pour autant pas d'une vision pascalienne du monde tel qu'il serait abandonné de tout agrément, ni de la dénonciation d'une société par essence cruelle telle que la pose un Thomas Hobbes et la rappelle le compagnon d'Ulysse devenu loup, encore moins d'une apologie machiavelienne de la domination, d'un système philosophique mais uniquement d'une leçon de désillusion adressée à l'esprit enfantin qui imagine l'homme tel qu'il n'est pas, un déniaisement consenti plus proche des Maximes de La Rochefoucauld.

## Les sources de Jean de La Fontaine

### Ésope et les classiques

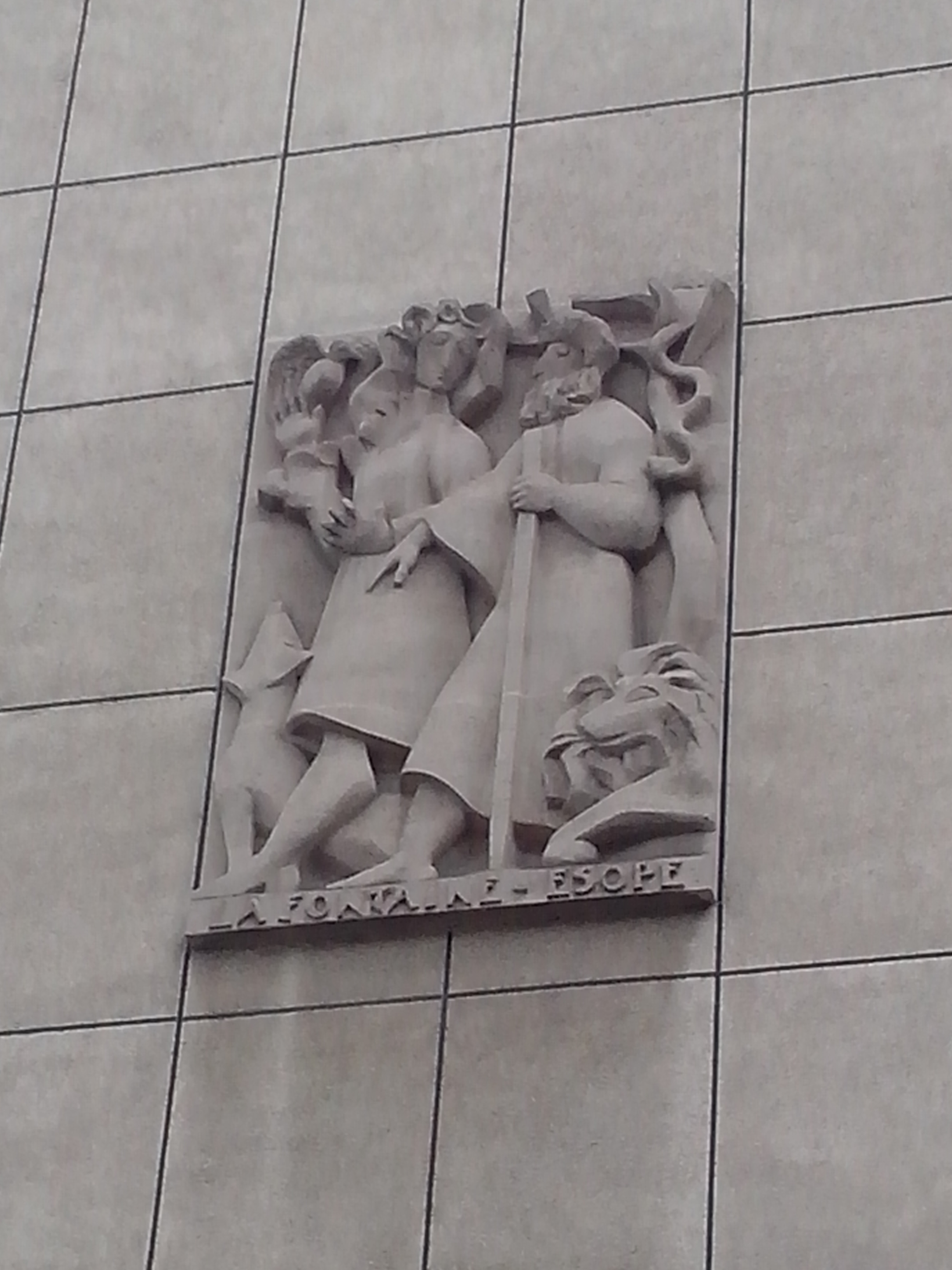
Haut relief de La Fontaine et Ésope Rue des Récollets à Paris. Le renard et le lion représentent la ruse et la force, ressorts de la fable.

Ésope, en grec ancien Αἴσωπος, né vers -620 et mort vers -564, est considéré comme le véritable inventeur de la fable. Vers -325 est publié un recueil, aujourd'hui perdu, de textes dont la trame narrative et la morale est celle d'un grand nombre des fables connues depuis qui mettent en scène des animaux. Au début du XXe siècle, Émile Chambry recensera trois cent cinquante huit fables imaginées par Ésope qui mettent en scène des animaux.
Les Fables ne puisent pas qu'à la source ésopique. La Fontaine a fait un travail d'adaptation de toutes sortes de textes antiques à valeur morale, en partie à partir d'une des premières traductions françaises qu'en a faite en 1610 le Suisse Isaac Nicolas Nevelet, érudit et bibliophile éminent. C'est cette somme de la littérature classique grecque et latine, qui compte cent quatre vingt dix neuf fables, qu'a utilisée La Fontaine pour réécrire certaines fables d'Ésope, telle que « La Cigale et la Fourmi », mais aussi des fables de Phèdre, d'Abstémius, de Babrius, de Gabriele Faerno, de Flavius Avianus, d'Aphthonios, de Giovanni Maria Verdizotti, des textes d'Horace, de Tite-Live (« les Membres et l’estomac »), des lettres apocryphes d’Hippocrate (« Démocrite et les Abdéritains »), les Facéties du Pogge et bien d'autres encore.

### L'inspiration orientale
Le second recueil des Fables s'ouvre à la tradition indienne. Dans l'avertissement de ce deuxième recueil, La Fontaine écrit à propos des « enrichissements », c'est-à-dire les fables orientales qu'il livre là en complément du premier volume, « Seulement je dirai par reconnaissance que j'en dois la plus grande partie à Pilpay, sage Indien. »

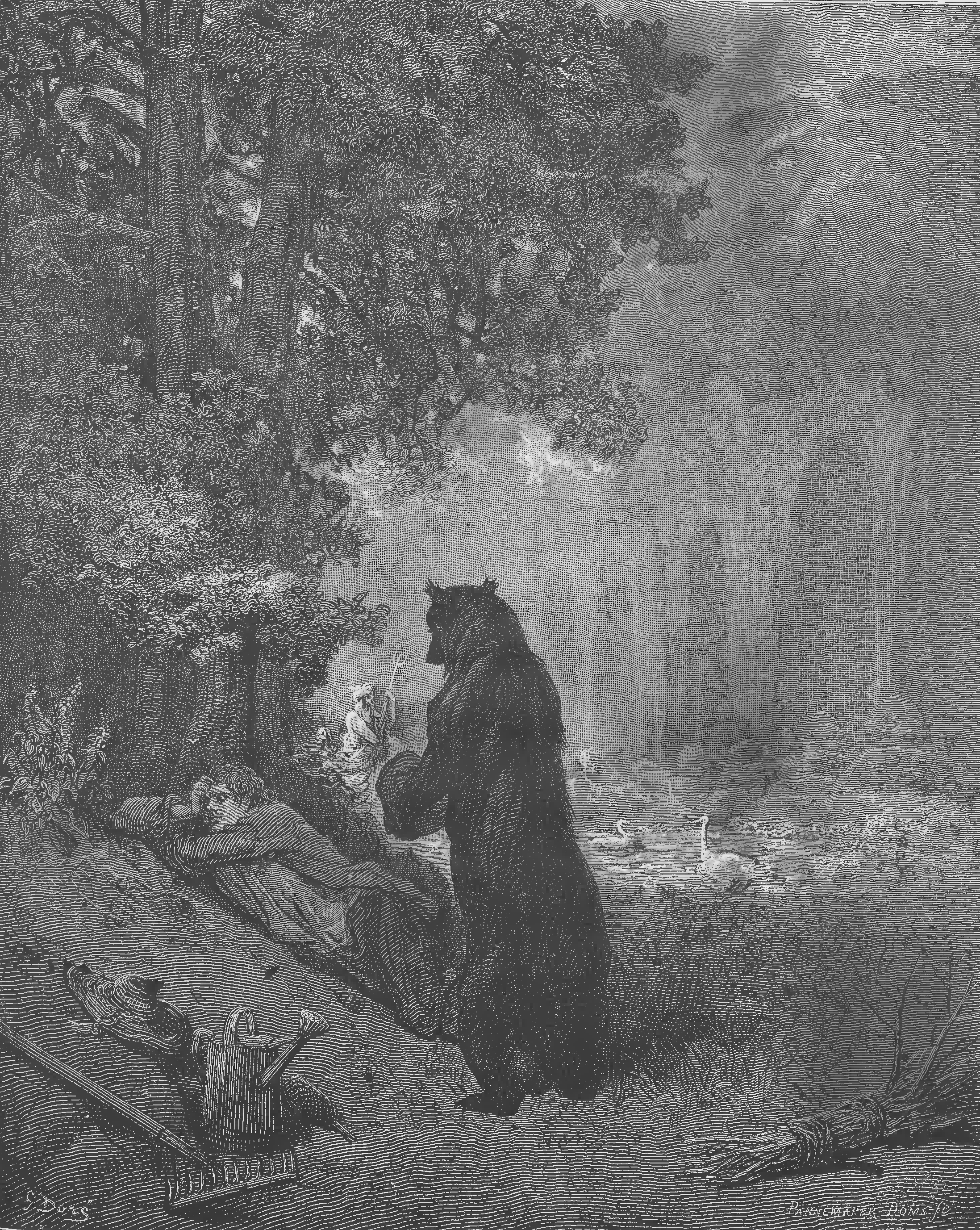
L'Ours et l'Amateur des jardins illustrés par Gustave Doré. La fable est tirée de la traduction du Calila y Dimna castillan, lui-même issu par l'arabe d'une traduction faite en 570 en pehlevi d'un recueil sanskrit.

Plusieurs fables de La Fontaine sont en effet des reprises du Pañchatantra, littéralement Les Cinq traités, qui sont passées à l'arabe sous le titre Kalîla wa Dimna, des noms de deux personnages centraux, les chacals Calile et Dimne. « Les Animaux malades de la Peste » par exemple imite « Le Loup, le Renard et l'Âne » de François Philelphe, lequel a pu utiliser le Kalîla wa Dimna latin de Jean de Capoue intitulé Directorium humanae vitae alias parabola antiquorum sapientum (Guide de la vie humaine ou Parabole des anciens sages) et paru entre 1262 et 1278.
Quand La Fontaine évoque le « sage Indien », il indique indirectement l'homme qui entre 1673 et 1675 le lui a fait connaître, le médecin gassendiste François Bernier. Celui-ci avait vécu treize ans dans l'empire du Grand Mogol et alors qu'il fréquentait le salon de Madame de La Sablière, logeuse et bienfaitrice du poète, captivait l'auditoire en commentant le Livre des lumières, ou la Conduite des roys, composé par le sage Pilpay Indien, traduit en français par David Sahid d'Ispahan. « Les Poissons et le Cormoran » par exemple est tirée de cette traduction, publiée à Paris en 1644, des quatre premiers livres de Anwari Sohaïli, version persane du Pañchatantra. Selon Antoine-Isaac Silvestre de Sacy, le traducteur caché sous le pseudonyme David Sahid d'Ispahan serait l'orientaliste Gilbert Gaulmin. En guise d’exemple, Mohammad Javad Kamali a indiqué toutes les sources de la fable La Tortue et les Deux Canards, en la comparant avec ses adaptations orientales, les plus célèbres. On citera ainsi le Kacchapa Jātaka (N° 215), un des Jātaka de la tradition bouddhique.
« Le Chat et le Rat », « Les Deux Perroquets, le Roi et son fils » ou « La Lionne et l'Ourse » ne figurent pas dans Le Livre des lumières. Elles proviennent vraisemblablement de la traduction en latin de Stéphanitès et Ichnilatès, version grecque de Syméon Seth, qui traduisit lui-même le Kalîla wa Dimna arabe à la fin du XIe siècle ou au tout début du XIIe. Réalisée par le jésuite Pierre Poussines, elle parait en 1666 sous le titre Specimen sapientiae Indorum veterum (Exemples de la sagesse des anciens Indiens).

### Sources françaises
La Fontaine a aussi puisé dans le patrimoine de son propre pays. Il s'est par exemple inspiré de l'«Ysopet, un recueil de fables ésopiques adapté en français d'une version anglaise » par Marie de France, poétesse française de la cour d'Henri II Plantagenêt et d'Aliénor d'Aquitaine. Le Roman de Renart, ensemble de récits animaliers médiévaux, a sans doute servi de source pour les Fables, certaines histoires étant communes entre les deux, comme Le Loup et le Renard. Toujours dans la littérature française Guillaume Haudent, poète moraliste normand du milieu du XVIe s, écrivit son propre recueil Trois cent soixante et six Apologues d’Ésope, sorti en 1547. Plus modérément, il s'est basé sur les travaux de Gilles Corrozet et Guillaume Guéroult.

## Intention de l'auteur

### Modernisation d'une tradition

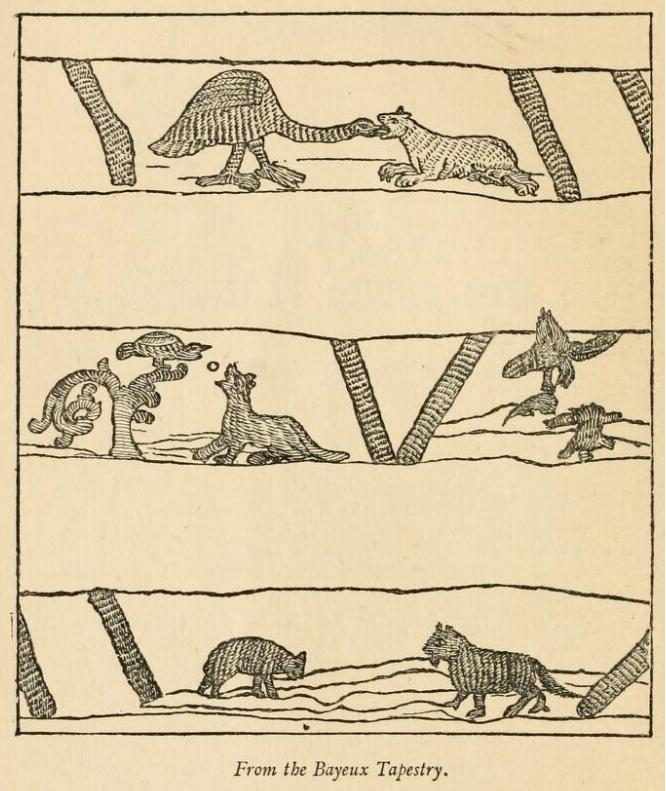
Relevé d'un dessin de la tapisserie de Bayeux illustrant en 1069 ou 1077 quatre fables d'Ésope, Le Loup et le Héron, Le Corbeau et le Renard, La Tortue et l’Aigle, Le Loup et l’Agneau.

Les recueils de fables sont avant la Renaissance parmi les ouvrages les plus lus et constituent un genre littéraire spécifique appelé Ysopet, c'est-à-dire « à l'imitation d'Ésope ».
L'époque médiévale a vu en effet se poursuivre la tradition antique de rédiger, dès lors pour la cour ou la scène, des historiettes comiques et des satires des mœurs sociales. Les acteurs de ces contes, fabliaux et soties sont, tout comme dans les fables, des allégories, souvent des animaux personnifiés. Dans le Roman de Renart se retrouve l'anecdote du « Corbeau et du renard » créée par Ésope, et d'autres récits accompagnés de morales sous forme d'adages qui sont autant de satires flétrissant les hommes de pouvoir et leurs travers. Chez Marie de France, on trouve une version du « Loup et de l'agneau ».
La Fontaine, qui se rangera en 1687 dans la querelle des Anciens et des Modernes du côté des Anciens tout en ayant, à quarante-trois ans, soutenu pour sa Joconde un parti inverse, assume à sa façon singulière l'héritage de cette tradition littéraire.

### Élévation d'un genre classique

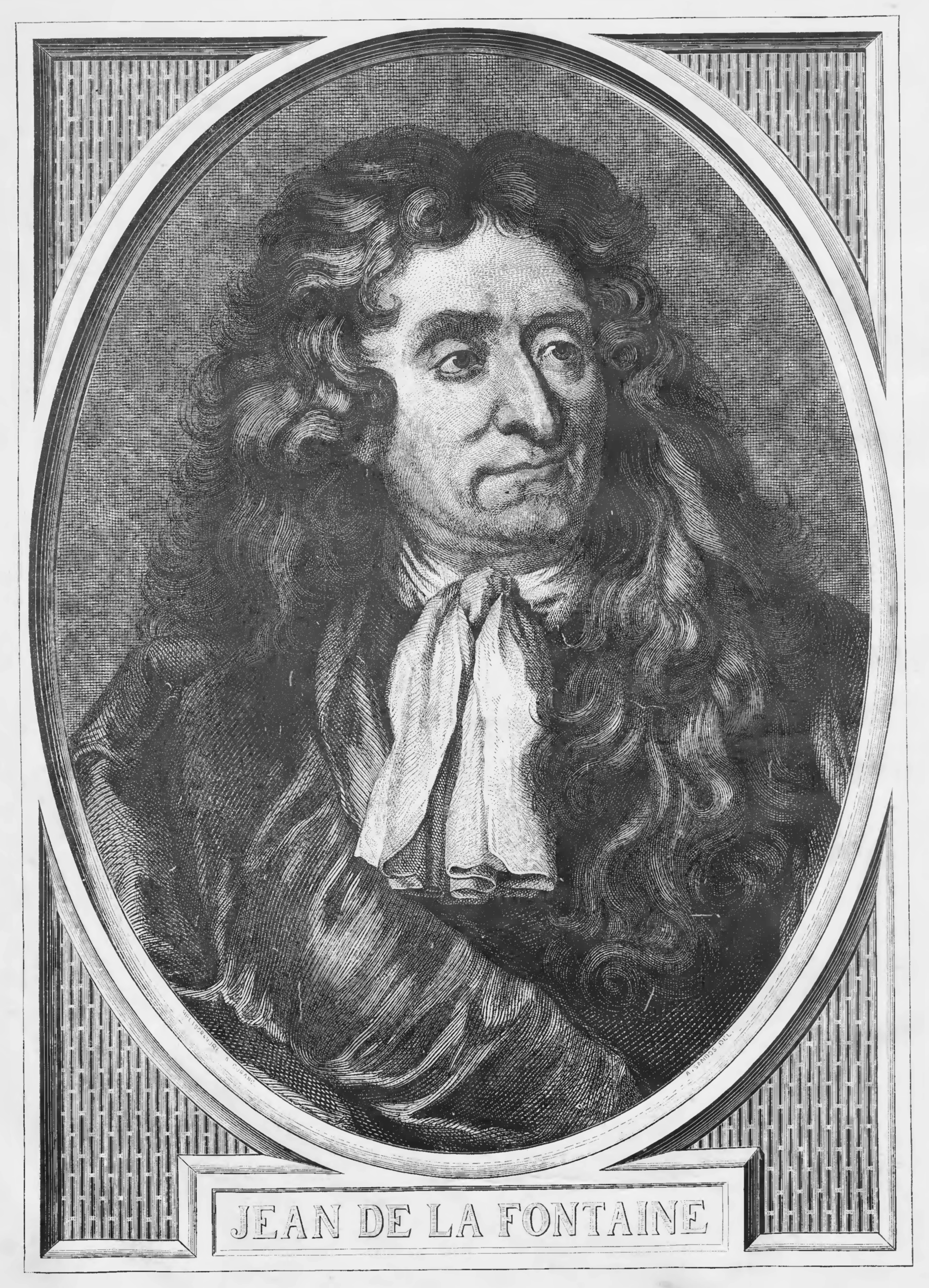
La figure du classicisme gravée par Gustave Doré d'après Hyacinthe Rigaud.

Les Fables de La Fontaine, dégagées du baroque des générations précédentes, constituent aujourd'hui un modèle poétique du classicisme. Joseph Joubert, cité par Sainte Beuve, a pu écrire que La Fontaine était « l’Homère des Français ». Le tour de force de La Fontaine a été de donner une haute valeur à un genre mineur réservé aux exercices scolaires de rhétorique et de latin.
La Fontaine procède effectivement souvent à une élévation du « genre bas », celui de la fable, en intégrant dans ses récits le moyen style, pastoral, et le style élevé, l'épopée. La fable épitre du livre deuxième est un parfait exemple de cohabitation des trois styles.

### Fins éducatives
Le premier recueil, publié en 1668, est dédié au Dauphin, alors âgé de sept ans. La Fontaine, opposant mélancoliquement une sagesse de la nature au besoin d'élever l'âme humaine, insiste sur la fonction éducative de son travail : « je me sers d'animaux pour instruire les hommes. ». C'est que pour lui, sujet d'une monarchie absolue dont la censure ne tolère pas d'engagement au-delà de l'allusion, l'écriture ne relève pas pour autant du divertissement : « Conter pour conter semble peu d’affaire. »
Sur la suggestion de Charles Perrault, Louis XIV, homme soucieux de l'enfance, fait en 1673 réaménager par André Le Nôtre dans le jardin de Versailles, inauguré neuf ans plus tôt, le bosquet du labyrinthe, qui sera détruit en 1778, pour en faire une sorte de livre à ciel ouvert illustrant les Fables d'Ésope. Trois cent trente trois sculptures animalières polychromes transforment le chemin pour chercher la sortie en autant de leçons qui se peuvent déchiffrer au retour dans le livre de La Fontaine. Une plaque de cuivre portant gravée une des fables de celui-ci est installée dans ce parc à thème avant l'heure. C'est sur ce support que le fils aîné de Louis XIV, Louis de France, apprend à lire.

## Destin d'un chef-d'œuvre

### Réception
« Je voudrais faire une fable qui lui fît entendre combien cela est misérable de forcer son esprit à sortir de son genre, et combien la folie de vouloir chanter sur tous les tons fait une mauvaise musique. Il ne faut point qu'il sorte du talent qu'il a de conter »

— Madame de Sévigné reprochant en 1671 à La Fontaine, malgré l'agrément que celui-ci lui a demandé en préambule du Lion amoureux, de vouloir être auteur de fables plutôt que de s'en tenir au genre
qu'est le conte.

« [...] livre favori
Par qui j'ose espérer une seconde vie [...] »

— Autosatisfecit par lequel Jean de la Fontaine dans sa dédicace du livre VII à Madame de Montespan avoue en 1678 voir dans ses Fables son chef-d'œuvre.

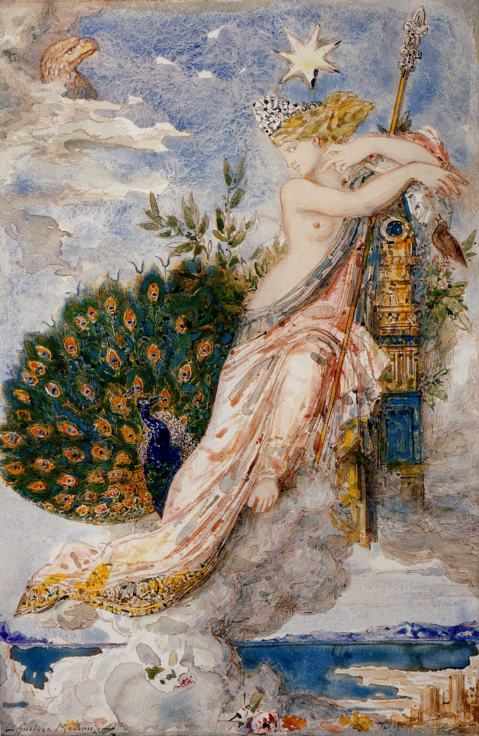
Le Paon se plaignant à Junon, aquarelle peinte en 1881 par Gustave Moreau.

Jean-Jacques Rousseau, promoteur d'une éducation nouvelle, dénonce le cynisme sous-jacent de ces fables et les juge inadaptées pour servir à l'éducation des enfants :

« On fait apprendre les fables de La Fontaine à tous les enfants, et il n'y en a pas un seul qui les entende ; quand ils les entendraient ce serait encore pis, car la morale en est tellement mêlée et si disproportionnée à leur âge qu'elle les porterait plus au vice qu'à la vertu. »

— Extrait de Émile ou De l'éducation, 1762.

Selon Louis Marin ces récits apparemment innocents sont au contraire, comme les contes analysés par Bruno Bettelheim, une mise en scène du pouvoir du langage et des limites du désir mus par l'imagination qui s'adresse tout autant aux adultes et qu'explicite la fable intitulée Le Pouvoir des fables en concluant dix ans avant que Charles Perrault ne publie son célèbre conte :

« Si Peau d’Âne m’était conté,
J’y prendrais un plaisir extrême.
Le monde est vieux, dit-on. Je le crois cependant.
Il le faut amuser encor comme un enfant. »

### Éditions illustrées

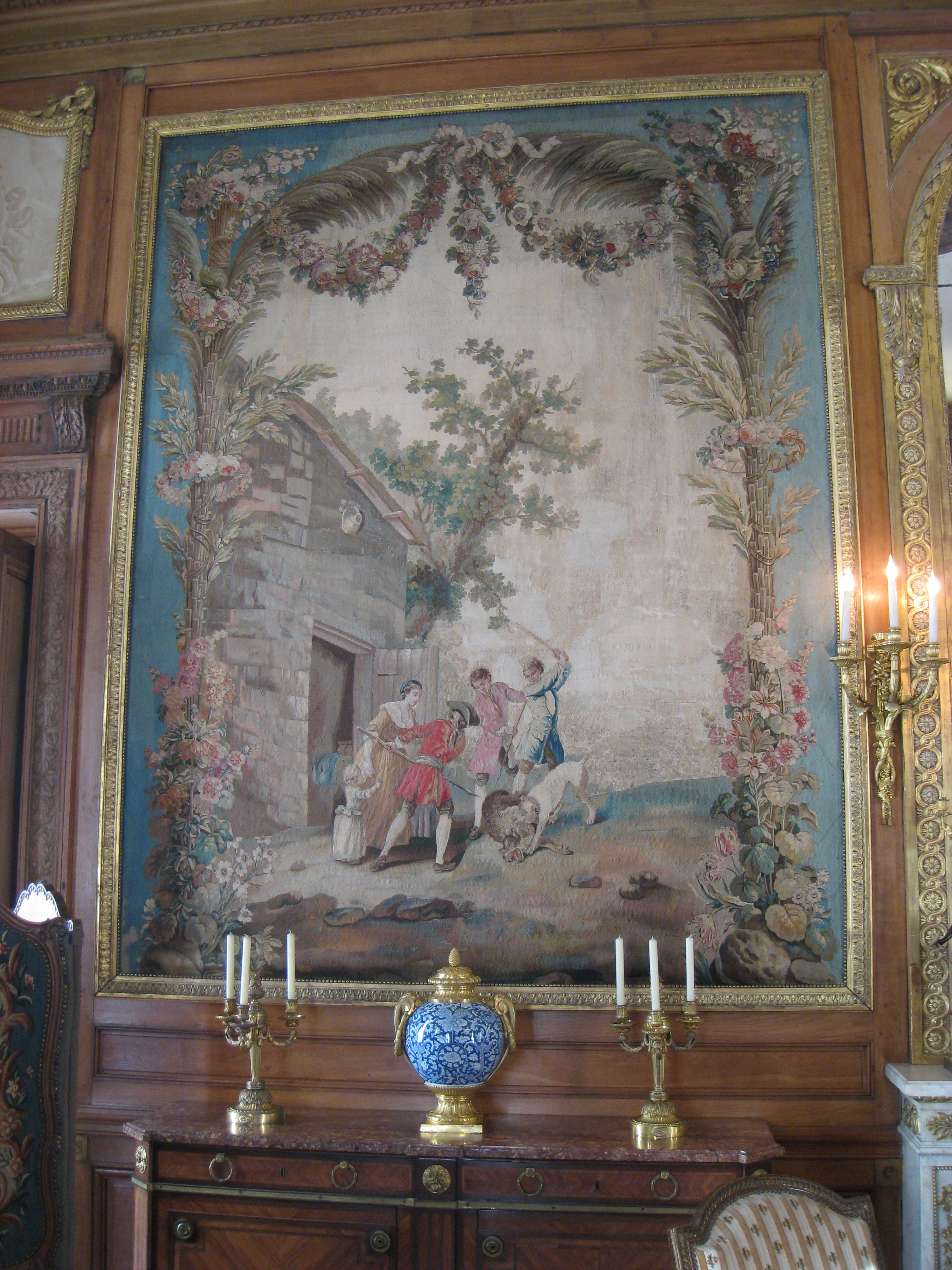
Tapisserie d'Aubusson exposée au musée Nissim de Camondo reproduisant vers 1780 Le Lion amoureux de Jean-Baptiste Oudry.

Les fables sont illustrées dès 1668 avec la première édition imprimée par Claude Barbin et Denys Thierry, travail exécuté par Chauveau. Par la suite, les graveurs Jean Lepautre, puis Cochin père et Desserre[Qui ?], entre autres, reprennent les motifs. La fable est en effet un genre proche de l’emblème. À ce titre, elle fonctionne comme une image morale. Elle accueille donc volontiers son redoublement iconographique à des fins didactiques et celui-ci oriente une interprétation qui traduit la morale de son époque.
Au XVIIIe siècle, les livres illustrés, rares et coûteux, sollicitent les peintres de métier. Les Fables fournissent à ceux-ci un sujet de prédilection. Oudry exécute entre 1729 et 1734 de nouvelles illustrations, plus naturalistes, qui vont être gravées sous la direction de Cochin fils, à partir de 1755 : cette édition, prise en charge par les éditeurs parisiens Charles Saillant (1716-1786), Jean Desaint (1692-1776) et Laurent Durand, qui l'imprimeront en quatre volumes jusqu'en 1759 sur les presses de Charles-Antoine Jombert, comprend une biographie de La Fontaine par Charles-Philippe Monthenault d'Égly et 263 gravures exécutées par une équipe d'artistes,.

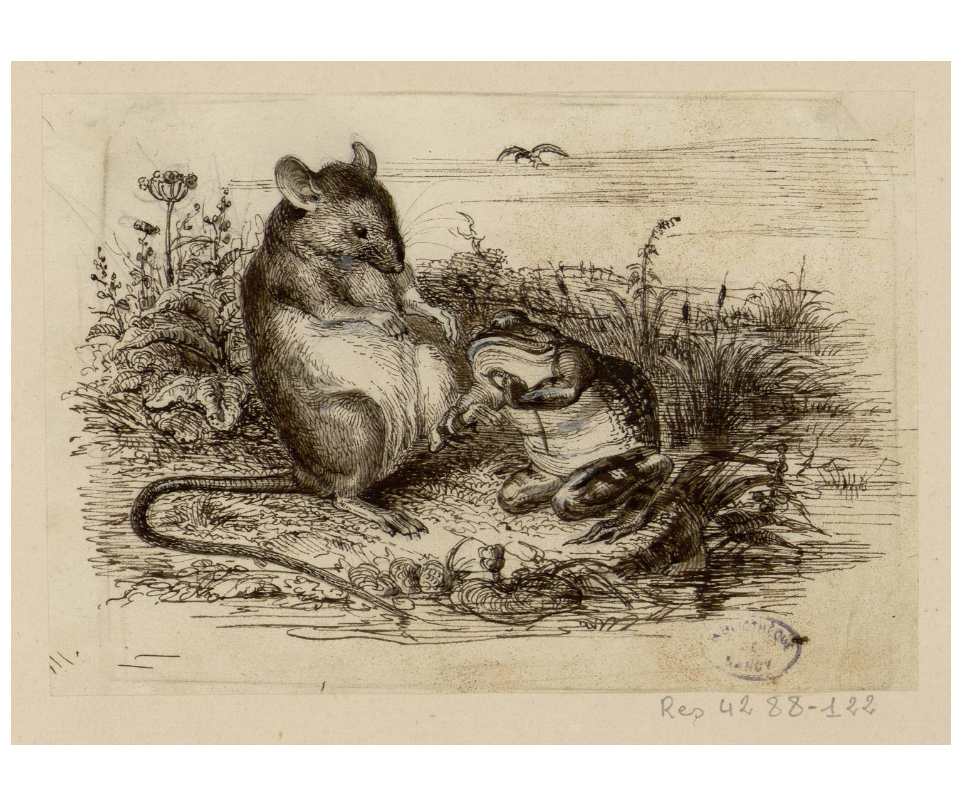
La Grenouille et le Rat, 1837, Grandville

Elle est suivie entre 1769 et 1775 par une couteuse et laborieuse édition de prestige (annoncée dès 1764) en six volumes, d'un style néo-classique, coordonnée par le graveur Étienne Fessard, qui obtient un relatif succès, mais fut largement critiquée par le baron Grimm. Les dessinateurs se répartissent ainsi : pour le volume 1, Monnet et J.-B. Le Prince ; le volume 2, par Monnet et Houël ; le volume 3 : Monnet seul ; le volume 4 : Caresme, Meyer, Huet, Kobell et Pierre-Thomas Le Clerc ; le volume 5 : Bardin et Bidault ; le volume 6 : Bardin et Le Clerc. D'autres artistes intervenants sont mentionnés dans le prospectus de souscription comme Claude-Louis Desrais, Loutherbourg ou Saint-Quentin. Le texte a été gravé en taille douce par François Montulay et Fessard grava 243 planches, sans compter les vignettes, ce qui représente un énorme travail.
Au XIXe siècle, le caricaturiste Grandville en 1838, puis le graveur Gustave Doré en 1867 proposent successivement de nouvelles iconographies qui sont depuis reprises inlassablement dans les nouvelles éditions. François Bouchot illustre également les Fables en 1842 (gravures par Trichon).
Au XXe siècle, Benjamin Rabier suivi de Lemarié et Chagall proposent, à leur tour, leur vision des Fables.

### Instrument d'éducation nationale

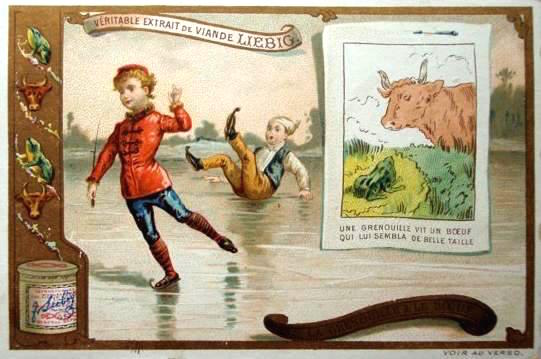
Publicité Liebig vers 1870 illustrant La Grenouille qui se veut faire aussi grosse que le bœuf.

La fable est déjà au Bas Moyen Âge puis à la Renaissance une forme littéraire utilisée pour l'éducation mais, latine, elle est réservée au sein des collèges universitaires aux futurs érudits. Le succès de celles de La Fontaine vont les faire en deux siècles entrer dans tous les foyers français au point de constituer à travers l'école un élément de civilisation fondateur, voire, sous la Troisième République née dans la défaite de 70, d'acculturation de la jeunesse française, dont la langue maternelle n'était pas majoritairement le français, et d'identité nationale.
Cette tendance a connu des épisodes plus récents, notamment l'opération "Un livre pour les vacances" organisée par le Ministère de l'Éducation Nationale à partir de 2017. Une sélection des Fables de La Fontaine a été remise chaque année aux élèves quittant le CM2 en 2017, 2018 (illustrées par Joan Sfar), 2019 (Voutch), 2020 (Emmanuel Guibert), 2021 (Rébecca Dautremer) et 2022 (Catherine Meurisse).

### Continuateurs du genre

#### En français
Les fabulistes français n'ont plus écrit après La Fontaine, avec un bonheur inégal, que sous le joug de la référence à celui qui mit le genre en faveur.
- Jacques Vergier, « imitateur faible ».
- Antoine Houdar de La Motte.
- Esprit-Jean de Rome d'Ardène.
- Nicolas Grozelier.
- Louis-Jules Mancini-Mazarini.
- Jean-Joseph Vadé.
- Jean-Louis Aubert.
- Jean-Jacques Boisard.
- François-Jean Willemain d'Abancourt.
- Cyrille et Auguste Rigaud.

- Jean-Pierre Claris de Florian.
- Antoine Le Bailly.
- Jean-François Boisard.

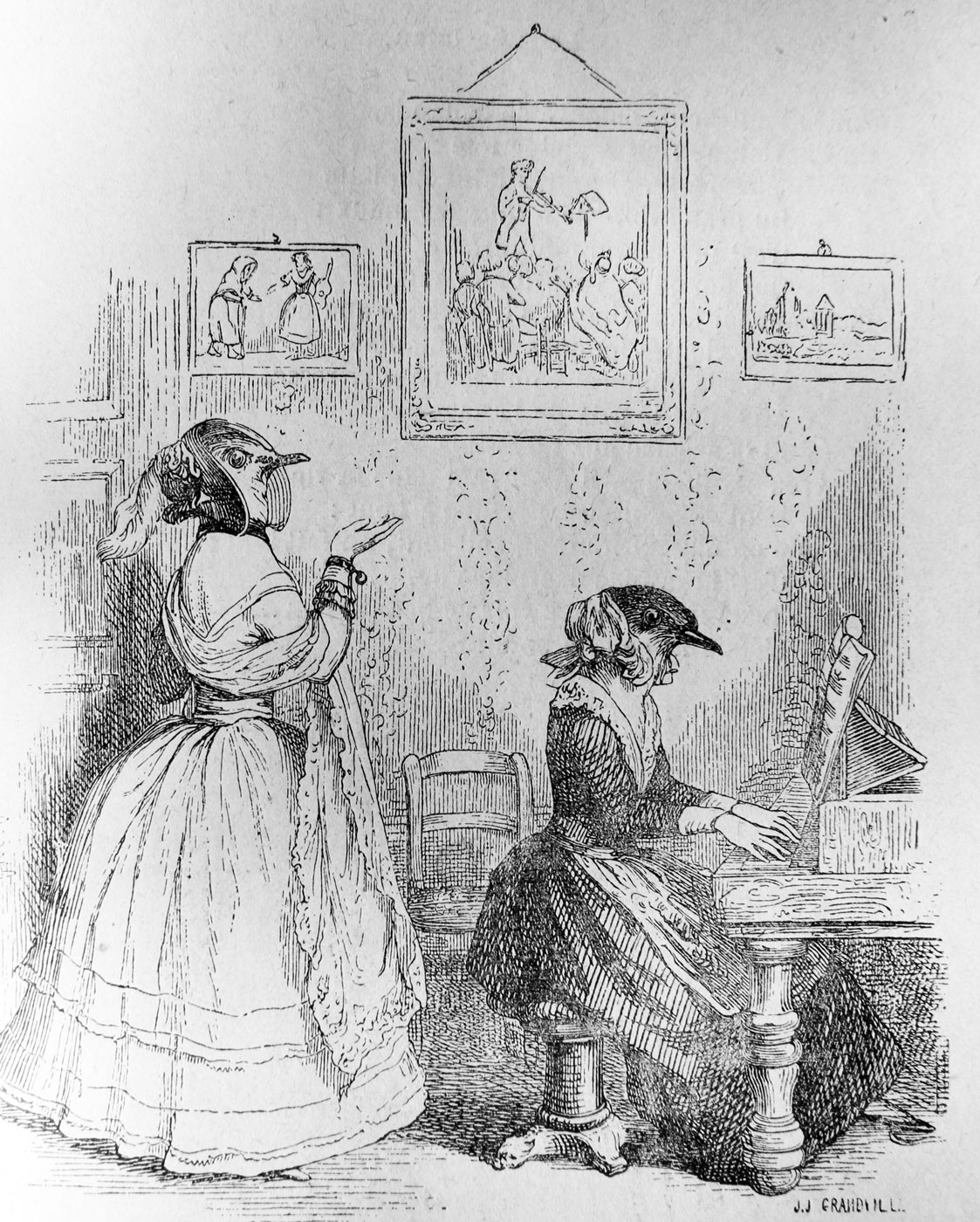
La Tourterelle et la Fauvette, caricature de Grandville pour Florian, rare continuateur de La Fontaine à avoir connu, après La Motte, le succès.

- Antoine-Pierre Dutramblay, descendant du fabuliste.
- Louis-François Jauffret, continuateur de Florian.
- Antoine-Vincent Arnault.
- Étienne Gosse.
- Jean-Pons-Guillaume Viennet.
- Jules Soliste Milscen.
- Étienne Azéma.
- Désiré-François Le Filleul Des Guerrots.
- Charles-Guillaume Sourdille de La Valette.
- Pierre Lachambeaudie.

#### Langues étrangères
L'ironie versifiée et l'esprit de gaieté mélancolique que La Fontaine a imprimée au genre se retrouvent chez ses admirateurs étrangers réitérant l'opération de transcrire dans leur langue l'héritage d'Ésope.
- Roger L'Estrange, contemporain de La Fontaine qui publie, tout à fait dans la veine de celui-ci, ses Fables d'Ésopes à Londres en 1692, avant le troisième recueil du français.
- Bernard Mandeville, traducteur de La Fontaine à Londres, connu en particulier pour sa Fable des abeilles
- Félix María Samaniego
- Christian Fürchtegott Gellert
- Johann Wilhelm Ludwig Gleim
- Ignace Krasicki
- Jean Dmitrieff
- Jean Kriloff
- Giovanni Battista Casti
- Louis Héry, traducteur en créole de l'Île Bourbon.
- Marcellin Caze, auteur d'exercices de style en limousin.
- Rafael Pombo
- Léon d'Astros, traducteur en provençal

#### Réinventeurs modernes
- Hilaire Belloc
- Diéman Biédny
- Jean Anouilh
- Serge Mikhalkoff
- Pierre Gamarra
- Roger Kervyn de Marcke ten Driessche

## Vers et moralités les plus souvent citées
- « Eh bien ! dansez maintenant. » (La Cigale et la Fourmi, I, 1)
- « Apprenez que tout flatteur / Vit aux dépens de celui qui l'écoute. » (Le Corbeau et le Renard, I, 2)
- « La raison du plus fort est toujours la meilleure » (Le Loup et l'Agneau, I, 10)
- « À l'œuvre on connaît l'artisan. » (Les Frelons et les Mouches à miel, I, 21)
- « On a souvent besoin d’un plus petit que soi. » (Le Lion et le Rat, II, 11)
- « En toute chose il faut considérer la fin. » (Le Renard et le Bouc, III, 5)
- « Petit poisson deviendra grand / Pourvu que Dieu lui prête vie. » (Le Petit Poisson et le Pêcheur V, 3)
- « Un Tiens vaut, ce dit-on, mieux que deux Tu l’auras. » (Le Petit Poisson et le Pêcheur, V, 3)
- « Rien ne sert de courir ; il faut partir à point. » (Le Lièvre et la Tortue, VI, 10)
- « Aide-toi, le Ciel t'aidera. » (Le Chartier embourbé, VI, 18)
- « Amour, Amour, quand tu nous tiens / On peut bien dire : Adieu prudence. » (Le Lion amoureux, IV, 1)
- « Il m'a dit qu'il ne faut jamais / Vendre la peau de l’ours qu’on ne l’ait mis par terre. » (L'Ours et les Deux Compagnons, V, 20)
- « Mais les ouvrages les plus courts sont toujours les meilleurs. » (Les Lapins, X, 15)
- « Ventre affamé n'a point d'oreilles. » (Le Milan et le Rossignol, IX, 18)

## Mise en musique
Les fables ont inspiré de nombreux compositeurs, en voici quelques-uns :
Louis-Nicolas Clérambault au XVIIIe siècle, Isaac Albéniz en 1890, Xavier Benguerel i Godó en 1998, René Berthelot en 1969, André Caplet en 1919, Dmitri Chostakovitch en 1921, Robert Cornman en 1988, Maurice Delage en 1931, Ferenc Farkas en 1977, Jean Françaix en 1963, Benjamin Godard en 1872, Ida Gotkovsky en 1997, Charles Gounod en 1860 et 1882, Joseph Jongen en 1941, Charles Lecoq en 1872, Marcelle de Manziarly en 1935, André Messager en 1886, Jacques Offenbach en 1842 et 1856, Francis Poulenc en 1940 - 1941, Henri-Joseph Rigel en 1778, Camille Saint-Saëns en 1858, Florent Schmitt en 1948 et 1953, Maurice Thiriet en 1959, Pierre Vachon en 1767, Pauline Viardot en 1843, Heitor Villa-Lobos en 1922, Stefan Wolpe en 1925.

## Exportation
Une édition des Fables sera publiée à Tokyo en 1894 par Hasegawa Takejirô qui la destine à une clientèle étrangère. Il s'agit de deux volumes imprimés sur papier crépon qui rassemblent 28 fables illustrés par des artistes japonais contemporains bien connus du public japonais : Kajita Hanko (1870-1917), Kanô Tomonobu (1843-1912), Okakura Shûsui (1867-1950), Kawanabe Kyôsui (1868-1935), fille du célèbre Kawanabe Kyôsai (1883-1889), et Eda Sadahiko.

### Allusions auxFablesdans la chanson francophone
- Les Cowboys fringants – Chêne et Roseau (« Le Chêne et le Roseau » I, 22)
- Daniel Balavoine – Frappe avec ta tête (« Le Chêne et le Roseau » I, 22)
- Georges Brassens – Oncle Archibald (« La Chauve-souris et les deux belettes » II, 5)
- Georges Brassens – Don Juan (« Les Animaux malades de la peste » VII, 1)
- Jacques Dutronc – Le Testamour (« La Laitière et le Pot au lait » VII, 10)
- Nino Ferrer – Je cherche une petite fille (« La Laitière et le Pot au lait » VII, 10)
- Michel Sardou – Selon que vous serez, etc., etc. (« Les Animaux malades de la peste » VII, 1)
- Anne Sylvestre — album Anne Sylvestre chante… au bord de La Fontaine
- Bénabar - L'Agneau (« Le Loup et l'Agneau »)